# Lophuromys menageshae
Lophuromys menageshae är en gnagare i släktet borstpälsade möss som förekommer i Etiopien.

## Utseende
Vuxna exemplar är 12,9 till 14,3 cm långa (huvud och bål), har en 6,0 till 7,5 cm lång svans och väger 72 till 77 g. Bakfötterna är 2,2 till 2,4 cm långa och öronen är 1,5 till 2,0 cm stora. Pälsen på ovansidan bildas av hår med svarta och bruna avsnitt vad som ger ett spräckligt utseende. Undersidan är täckt av gulgrå till orange päls. Den korta svansen är uppdelad i en mörk ovansida och en ljus undersida. Lophuromys menageshae har ett stort kranium och den avviker i andra detaljer av kraniets konstruktion från andra släktmedlemmar. Arten har en diploid kromosomuppsättning med 70 kromosomer (2n=70).

## Utbredning
Utbredningsområdet är fyra mindre skogar i det etiopiska höglandet nära Addis Abeba. Skogarna ligger 2100 till 2600 meter över havet. Lophuromys menageshae hittades främst vid kanten av skogarna på ställen med gräs.

## Ekologi
Typiska träd i skogarna är Juniperus procera, Cupressus lusitanica, Afrocarpus falcatus, olivträd, montereytall (introducerad) och Gymnosporia gracilipes. Vanliga buskar tillhör släktet Solanecio. Arten delar reviret med olika andra gnagare som Tachyoryctes splendens, Lophuromys flavopunctatus (eller en närbesläktad art), Stenocephalemys albipes, Mus mahomet och Desmomys harringtoni.

## Status
I regionen pågår intensiva skogsavverkningar och landskapet omvandlas till jordbruksmark. En av skogarna där arten lever är en skyddszon. Populationens storlek är inte känd. IUCN listar arten med kunskapsbrist (DD).